# Bas-Vully
Bas-Vully var en kommun i distriktet Lac, kantonen Fribourg, Schweiz. Den bestod av byarna Sugiez, Nant och Praz. Den 1 januari 2016 gick den samman med kommunen Haut-Vully och bildade kommunen Mont-Vully.